# Psi (jednostka)
Psi, także PSI (ang. pound per square inch, funt na cal kwadratowy, ściślej pound-force per square inch, funt-siła na cal kwadratowy) – jednostka pochodna ciśnienia lub naprężenia w brytyjskim systemie miar, oparta na sile ciężkości.
1 psi = 0,0680459582401954 atm
1 psi = 6 894,75729 Pa
1 psi = 0,068947 bar
Psi jest powszechnie stosowaną w Stanach Zjednoczonych jednostką naprężenia.
Rzadziej spotykaną miarą jest funt na stopę kwadratową (pound per square foot - psf):
1 psf = 1/144 psi lub 144 psf = 1 psi
1 psf = 47,8802589804 Pa ~= 0,05 kN/m²

## Alternatywy i przekształcenia
Używa się również nazwy jednostki zapisywanej jako psig (funty na miernik kwadratowy), która oznacza różnicę ciśnienia zmierzonego i ciśnienia atmosferycznego (ciśnienie badane [psig] = ciśnienie zmierzone [psi] – ciśnienie atm. [psi]).
W użyciu jest również psia (bezwzględne funty na cal kwadratowy) odnoszący się do ciśnienia w stosunku do zera lub idealnej próżni.